# خالد الحموش
خالد كمال الحموش (مواليد 22 مايو 2005) هو لاعب كرة قدم سوري من مواليد السعودية يلعب حاليًا في نادي الوصل إماراتي كلاعب مقيم.

## مسيرة اللاعب
لعب في الفئات السنية في نادي النصر السعودي و انتقل إلى نادي الوصل الإماراتي في صيف 2024.